# Iwamizawa
Iwamizawa (jap. 岩見沢市 Iwamizawa-shi) – miasto w Japonii, w prefekturze Hokkaido, w podprefekturze Sorachi. Miasto ma powierzchnię 481,02 km². W 2020 r. mieszkało w nim 79 306 osób, w 35 476 gospodarstwach domowych  (w 2010 r. 90 145 osób, w 36 641 gospodarstwach domowych) .
W 1943 r. Iwamizawa-chō zostało przemianowane na Iwamizawa-shi.
W Iwamizawie urodził się japoński skoczek narciarski Hiroaki Watanabe.